# Mashadishen
Mashadishen (azerbajdzjanska: Arpadüzü, armeniska: Կոլխոզաշեն, ryska: Колхозашен) är en ort i Azerbajdzjan.   Den ligger i distriktet Xocavənd Rayonu, i den centrala delen av landet, 260 km väster om huvudstaden Baku. Mashadishen ligger 871 meter över havet och antalet invånare är 309.
Terrängen runt Mashadishen är kuperad, och sluttar österut. Runt Mashadishen är det ganska glesbefolkat, med 42 invånare per kvadratkilometer.. Närmaste större samhälle är Müşkapat, 3,3 km nordost om Mashadishen. 
Trakten runt Mashadishen består till största delen av jordbruksmark.